# Kardemir Demir Çelik Karabükspor
Il Kardemir Demir Çelik Karabükspor, conosciuto come Kardemir Karabükspor o semplicemente Karabükspor, è una società calcistica turca con sede a Karabük. Milita nella Bölgesel Amatör Lig, la quinta divisione del campionato turco di calcio.
Fondata nel 1969, disputa le partite interne allo stadio Necmettin Şeyhoğlu.

## Storia
Il club nacque nel 1969 dalla fusione tra Karabukspor Gençlikspor e Demir Çelik Spor.
La squadra militò ininterrottamente tra la 2. Lig e la 1. Lig durante gli anni '70 ed '80.
Fece il proprio esordio nella massima serie nel 1993-1994, ma retrocesse al termine di quella stessa stagione. Dopo aver sfiorato una nuova promozione due stagioni dopo, nel 1996-1997 concluse il campionato di seconda serie in vetta alla classifica, aggiudicandosi un posto nella Süper Lig del 1997-1998. Nella seconda avventura in massima serie il club concluse con un ottimo nono posto in classifica, prima di terminare la stagione seguente con un pessimo ultimo posto, che comportò una nuova retrocessione. Nonostante l'immediato successo in TFF 1. Lig (primo posto finale), il club non ottenne la licenza per approdare nel massimo campionato e dovette rinunciare alla promozione. L'annata 2000-2001 terminò con il quinto posto, ma il club fu declassato dalla federazione in TFF 2. Lig. La prima stagione in seconda divisione fu dominata dal Karabükspor, ma anche in questo caso al club fu negato l'accesso alla serie superiore.
Dopo sette anni, grazie al 7-0 inflitto all'Erzurumspor, il Karabükspor fece ritorno in 1. Lig, la seconda divisione, per la stagione 2008-2009. Nella stagione 2009-2010, grazie alla vittoria per 3-0 sul Çaykur Rizespor, il club tornò, a distanza di 11 anni, in Süper Lig. Dopo una tranquilla stagione conclusa al nono posto in classifica ed altre annate terminate con salvezze guadagnate nella fase finale del campionato, nel 2013-2014 il Karabukspor raggiunse un sorprendente settimo posto in classifica, ottenendo un posto ai preliminari di Europa League. Il cammino europeo partì dal terzo turno, dove i turchi eliminarono i norvegesi del Rosenborg con un doppio pareggio (0-0 in Turchia ed 1-1 in Norvegia), superando il turno grazie alla regola dei gol in trasferta; nel play-off prima della fase a gironi, però, il doppio match contro il Saint-Étienne fu fatale: ai tiri di rigore (in seguito al risultato di 1-0 a favore di entrambe tra andata e ritorno) ebbero la meglio i francesi. Nonostante ciò, la stagione 2014-2015 si concluse con l'ennesima retrocessione del club in 1. Lig.
Tornata immediatamente in massima serie, la squadra terminò con al dodicesimo posto in massima divisione la stagione 2016-17. L'anno seguente fu estremamente negativa: il Karabükspor fu autore di una delle peggiori stagioni della propria storia, concludendo con un disastroso ultimo posto con soli 12 punti racimolati in 34 partite (frutto di 3 vittorie e 3 pareggi, con appena 20 gol segnati e ben 86 subiti), senza mai trovare una vittoria nel 2018 (tra gennaio e giugno, quando terminò il campionato). L'inevitabile retrocessione giunse con sei turni di anticipo. L'annata 2018-2019 fu ancora peggiore: la squadra chiuse ultima subendo ben 31 sconfitte su 34 partite giocate, non riuscendo mai a vincere e incassando 112 gol a fronte di soli 10 segnati e retrocedendo in TFF 2. Lig, la terza serie. Sul fronte amministrativo il club, oberato dai debiti, rischiò il fallimento, poi scongiurato. L'incubo del Karabukspor continua ancora l'anno seguente, con la retrocessione in TFF 3. Lig, continuando l'anno successivo con un'altra retrocessione, in Bölgesel Amatör Lig, dove viene penalizzato di 3 punti e perdendo tutte le partite per 3-0 a tavolino.

## Palmarès

### Competizioni nazionali
- TFF 1. Lig: 1

2009-2010
- TFF 3. Lig: 2

1971-1972, 1973-1974

### Altri piazzamenti
- Coppa di Turchia:

Semifinalista: 2011-2012
- TFF 1. Lig:

Secondo posto: 2015-2016
- TFF 2. Lig:

Secondo posto: 2007-2008

## Statistiche e record

### Statistiche nelle competizioni UEFA
Tabella aggiornata alla fine della stagione 2018-2019.
| Competizione                  | Partecipazioni | G | V | N | P | RF | RS |
| ----------------------------- | -------------- | - | - | - | - | -- | -- |
| Coppa UEFA/UEFA Europa League | 1              | 4 | 1 | 2 | 1 | 2  | 2  |

## Organico

### Rosa
Aggiornata al 16 agosto 2018.
| N. |                    | Ruolo | Calciatore       |
| -- | ------------------ | ----- | ---------------- |
| 1  | Turchia (bandiera) | P     | Furkan Kaçar     |
| 3  | Turchia (bandiera) | C     | Tuna Yalçın      |
| 9  | Turchia (bandiera) | C     | Ramazan Övüç     |
| 11 | Belgio (bandiera)  | C     | Ahmet Karadayi   |
| 13 | Turchia (bandiera) | D     | Fatih Tultak     |
| 15 | Turchia (bandiera) | C     | Berat Ustabasi   |
| 17 | Turchia (bandiera) | C     | Enes Nalbantoğlu |
| 18 | Ghana (bandiera)   | A     | Francis Narh     |
| 20 | Turchia (bandiera) | D     | Berkay Yılmaz    |
| 22 | Turchia (bandiera) | P     | Ferhat Yilmaz    |
| 23 | Turchia (bandiera) | D     | Abdullah Sezgin  |

| N. |                        | Ruolo | Calciatore         |
| -- | ---------------------- | ----- | ------------------ |
| 27 | Azerbaigian (bandiera) | C     | Taşkın İlter       |
| 34 | Turchia (bandiera)     | C     | Emre Eser          |
| 55 | Turchia (bandiera)     | D     | Sezer Gündüz       |
| 70 | Turchia (bandiera)     | C     | Toykan Topuz       |
| 77 | Turchia (bandiera)     | C     | Fatih Kizilay      |
| 78 | Turchia (bandiera)     | A     | Yusuf Akbulut      |
| 90 | Turchia (bandiera)     | A     | Batuhan Kurt       |
| 92 | Turchia (bandiera)     | C     | Cihan Aydin        |
| 97 | Turchia (bandiera)     | A     | Arif Bostancı      |
| 98 | Turchia (bandiera)     | D     | Berk Kervankiran   |
| 99 | Turchia (bandiera)     | A     | Melih Berat Arslan |

## Stagioni passate
- 2011-2012